# Corralillo, Cuba
Corralillo là một đô thị và thành phố ở tỉnh Villa Clara của Cuba.
Khu định cư này được lập năm 1831 và lập thành đô thị năm 1879.

## Địa lý
Corralillo nằm ở bờ biển phía bắc của Cuba, ở góc tây bắc của tỉnh Villa Clara, giáp giới với tỉnh Matanzas về phía tây và vịnh Cadiz về phía bắc. Các cay Falcones, Blanquizal và Verde của quần đảo Sabana-Camaguey cũng như nhiều ám tiều nằm ở vùng biển phía bắc Corralillo.

## Dân số
Năm 2004, đô thị Corralillo có dân số 27.571. với tổng diện tích 843 km² (325,5 mi²), và mật độ dân số 32,7người/km² (84,7người/sq mi).
Đô thị này được chia thành các barrio Ceja de Pablo, Corralillo, Palma Sola, Perú, Sabana Grande, Santa María và Sierra Morena.